# Projektowanie interakcji
Projektowanie interakcji (ang. Interaction Design, w skrócie IxD lub IaD) – dziedzina zajmująca się projektowaniem funkcjonalnym systemów, przede wszystkim informatycznych (oprogramowanie oraz interfejsy fizycznych urządzeń elektronicznych), choć może dotyczyć także planowania usług czy procesów w organizacji. W zakresie projektowania, interakcji człowieka z komputerem oraz w procesie wytwórczym oprogramowania, dziedzina projektowania interakcji dotyczy „kształtowania rzeczy digitalnych na ludzki użytek”, inaczej określana też jako „praktyka projektowania interaktywnych produktów, środowisk, systemów i usług”. Pojęcie projektowania interakcji zostało po raz pierwszy wprowadzone przez Billa Moggridge’a w latach 80. XX wieku.
Projektanci interakcji określają jak ma przebiegać interakcja systemu (produktu interaktywnego) z jego użytkownikami. Projektowanie interakcji zajmuje się odpowiedzią na dwa pytania:
- co produkt ma robić? – analiza wymagań użytkowników, wybór, priorytetyzacja i projektowanie funkcjonalności;
- jak produkt ma to robić? – projektowanie interfejsu użytkownika, architektury informacji.

Celem pracy projektantów interakcji jest stworzenie produktu, który będzie dobrze spełniał zarówno cele biznesowe, jak i cele użytkowników, będzie dla nich atrakcyjny i użyteczny (dobre user experience).
Projektanci interakcji często wykorzystują badania z udziałem użytkowników końcowych do zbierania informacji o wymaganiach i potrzebach konsumentów oraz do ewaluacji użyteczności projektu. Metodykę projektowania interakcji, w której użytkownicy są od początku angażowani w proces przygotowania produktu, nazywa się projektowaniem zorientowanym na użytkownika.

## Historia
Termin „projektowanie interakcji” został stworzony przez Billa Moggridge'a i Billa Verplanka w połowie lat 80., ale minęło 10 lat, zanim pojęcie to zaczęło się upowszechniać. Dla Verplanka było to zaadaptowanie terminu „projektowanie interfejsu użytkownika” z dziedziny informatyki do zawodu przemysłowego projektanta. Dla Moggridge'a było to udoskonalenie terminu „soft-face”, który ukuty został przez niego w 1984 roku i odnosił się do zastosowania designu przemysłowego do produktów zawierających oprogramowanie. Najwcześniejszymi programami w zakresie projektowania technologii interaktywnych były Visible Language Workshop, rozpoczęty przez Muriel Cooper na MIT w 1975 roku, oraz Interactive Telecommunications Program stworzony na NYU w 1979 roku przez Martina Eltona, a później kierowany przez Reda Burnsa. 
Pierwszy program akademicki oficjalnie nazwany „Interaction Design” powstał na Carnegie Mellon University w 1994 roku jako Master of Design in Interaction Design. Na początku program skupiał się głównie na interfejsach ekranowych, zanim przesunął się w kierunku większego nacisku na „big picture” aspekty interakcji - ludzi, organizacji, kultury, usług i systemu.  W 1990 roku, Gillian Crampton Smith założyła Computer-Related Design MA w Royal College of Art (RCA) w Londynie, zmieniony w 2005 roku na Design Interactions, kierowany przez Anthony'ego Dunne'a. 
W 2001 roku, Crampton Smith pomogła założyć Interaction Design Institute Ivrea, mały instytut w rodzinnym mieście Olivetti w północnych Włoszech, poświęcony wyłącznie projektowaniu interakcji. W październiku 2005 roku instytut przeniósł się do Mediolanu i połączył się z Domus Academy. W 2007 roku część osób pierwotnie związanych z IDII założyła Copenhagen Institute of Interaction Design (CIID). Po Ivrea, Crampton Smith i Philip Tabor dodali ścieżkę Interaction Design (IxD) w Visual and Multimedia Communication w Iuav, na Uniwersytecie Weneckim we Włoszech, w latach 2006–2014. W 1998 roku Szwedzka Fundacja Badań Strategicznych założyła The Interactive Institute – szwedzki instytut badawczy w dziedzinie projektowania interakcji.

## Metodologie

### Projektowanie zorientowane na cele
Projektowanie zorientowane na cele (lub Goal-Directed Design) „zajmuje się zaspokajaniem potrzeb i pragnień użytkowników produktu lub usługi”.
Alan Cooper argumentuje w The Inmates Are Running the Asylum, że potrzebujemy nowego podejścia do rozwiązywania interaktywnych problemów opartych na oprogramowaniu. Problemy z projektowaniem interfejsów komputerowych różnią się zasadniczo od tych, które nie zawierają oprogramowania. Cooper wprowadza pojęcie tarcia poznawczego (Cognitive Friction), które występuje wtedy, gdy interfejs projektu jest złożony i trudny w użyciu, zachowuje się niespójnie i nieoczekiwanie, posiadając różne tryby.
Alternatywnie, interfejsy mogą być zaprojektowane tak, aby służyły potrzebom dostawcy usługi/produktu. Potrzeby użytkownika mogą być słabo zaspokajane przez takie podejście

### Użyteczność
Użyteczność odpowiada na pytanie „czy ktoś może używać tego interfejsu?”. Jakob Nielsen opisuje użyteczność jako atrybut jakości[10], który opisuje, jak użyteczny jest interfejs. Shneiderman proponuje zasady projektowania bardziej użytecznych interfejsów nazwane „8 Złotych Zasad Bena Shneidermana” – które są dobrze znanymi heurystykami tworzenia użytecznych systemów.

### Persony
Persony to archetypy, które opisują różne cele i zaobserwowane wzorce zachowań wśród użytkowników
Persona obejmuje krytyczne dane behawioralne w sposób, który zarówno projektanci, jak i interesariusze mogą zrozumieć, zapamiętać i odnieść się do nich. Persony wykorzystują opowiadanie historii, aby zaangażować społeczne i emocjonalne aspekty użytkowników, co pomaga projektantom albo zwizualizować najlepsze zachowanie produktu, albo zobaczyć, dlaczego zalecany projekt jest udany.

### Wymiary poznawcze
Ramy wymiarów poznawczych dostarczają słownictwa do oceny i modyfikacji rozwiązań projektowych. Wymiary poznawcze oferują raczej lekkie podejście do analizy jakości projektu, niż dogłębny, szczegółowy opis. Dostarczają one wspólnego słownictwa do dyskusji na temat notacji, interfejsu użytkownika lub projektu języka programowania.
Wymiary dostarczają wysokopoziomowych opisów interfejsu i tego, jak użytkownik wchodzi z nim w interakcję: przykłady obejmują spójność, podatność na błędy, trudne operacje umysłowe oraz przedwczesne zaangażowanie. Koncepcje te pomagają w tworzeniu nowych projektów z istniejących poprzez manewry projektowe, które zmieniają projekt w ramach danego wymiaru.

### Afektywne projektowanie interakcji
Projektanci muszą być świadomi elementów, które wpływają na emocjonalne reakcje użytkowników. Na przykład, produkty muszą przekazywać pozytywne emocje przy jednoczesnym unikaniu negatywnych. Inne ważne aspekty obejmują motywację, uczenie się, kreatywność, wpływ społeczny i perswazyjny. Jedną z metod, która może pomóc w przekazaniu tych aspektów, jest na przykład użycie dynamicznych ikon, animacji i dźwięku, aby pomóc w komunikacji, tworząc poczucie interaktywności. Aspekty interfejsu, takie jak czcionki, palety kolorów i układy graficzne, mogą wpływać na akceptację. Badania wykazały, że aspekty afektywne mogą wpływać na postrzeganie użyteczności.
Teorie emocji i przyjemności istnieją w celu wyjaśnienia reakcji na interfejs. Należą do nich model projektowania emocjonalnego Dona Normana, model przyjemności Patricka Jordana oraz ramy „Technology as Experience” McCarthy'ego i Wrighta.

## Pięć wymiarów projektowania interakcji[7]
1. Słowa, czy są jak najprostsze do zrozumienia, informujące;
2. Elementy wizualne, czy są one stosowane z umiarem i nie przytłaczają, mają znaczenie funkcjonalne;
3. Fizyczne obiekty i przestrzeń, jak obiekty fizyczne oraz przestrzeń wpływają na interakcję;
4. Czas, jak przebiegają interakcje w czasie, czy można je przerwać;
5. Zachowanie, działania emocje i odczucia użytkownika w czasie interakcji z systemem.